# Eligijus Jankauskas
Eligijus Jankauskas (* 22. června 1998, Šiauliai, Litva) je litevský fotbalový útočník a mládežnický reprezentant, od září 2018 hráč českého prvoligového klubu SFC Opava. Hraje nejčastěji na pravém křídle.

## Klubová kariéra
- FK Napolis (mládež)
- Šiauliai Futbolo Akademija (mládež)
- FK Šiauliai 2014–2015
- Utenos Utenis 2016
- FK Sūduva Marijampolė 2016–2017[1]
- MŠK Žilina 2017–2018[1][2]
- SFC Opava
- FK Sūduva Marijampolė 2019–2020…[3]
- FK Panevėžys 2021;
- FA Šiauliai 2022–;

## Reprezentační kariéra
Eligijus Jankauskas nastupoval za litevské mládežnické reprezentace U17, U18, U19 a U21.